# Världsutställningen 1992
Världsutställningen 1992 (Seville Expo '92) var en världsutställning, som arrangerades i Sevilla i Spanien mellan april 1992 – oktober 1992.